# Devorci
Devorci su izmišljena humanoidna rasa iz serije Zvjezdane staze: Voyager. Naseljavaju 11 planeta u 3 sektora Delta kvadranta. Imaju delikatne izbočine na obrvama, na nosu i na čelu. Vlada im je poznata kao Devorski imperij.

### Kultura
Devorska kultura je militaristička i veoma ksenofobična; svi stranci ("gaharey") su podvrgnuti rigoroznim inspekcijama dok su unutar devorskog prostora. Imaju veoma snažne predrasude prema telepatima, jer vjeruju da bića sposobna čitati tuđi um nemaju koncept povjerenja pa se ni njima ne treba vjerovati. (Voyager: "Counterpoint")

### Tehnologija
Malo je poznato o njihovoj tehnologiji. 
Brodovi im posjeduju refraktivne štitove, koji onemogućuju tuđim senzorima da ih otkriju dok im brod ne priđe na vidljivu udaljenost. Oko središnjeg planeta postavljena je mreža senzora koja otkriva brodove u blizini odašiljući puls prilagođen otkrivanju energetskih oznaka iznad određene granice. Voyager je privremeno uspio izbjeći senzore smanjivši korištenje energije.